# Pacôme Dadiet
Pacôme Djenon Dadiet (Aubagne, 27 de julho de 2005) é um jogador francês de basquete profissional que joga pelo New York Knicks da National Basketball Association (NBA).
Anteriormente, ele jogou profissionalmente pelo Paris Basketball da Liga Francesa e pelo Ratiopharm Ulm da Liga Alemã.

## Início da vida e carreira
Dadiet é de ascendência marfinense. Quando jovem, ele se juntou ao Saint-Charles Charenton em 2011, onde permaneceu até 2020, sendo companheiro de equipe de jogadores como Tidjane Salaün. Ele passou um tempo no time juvenil do Centre fédéral de basket-ball, antes de se juntar ao programa juvenil do Paris Basketball. Na temporada de 2021–22, ele participou de 22 partidas pelo time Sub-21 com médias de 17,3 pontos, 5,2 rebotes e 1,7 assistências.

## Carreira profissional

### Paris Basketball (2021–2022)
Dadiet fez sua estreia na LNB Pro A pelo time principal do Paris Basketball em outubro de 2021, aos 16 anos, marcando sete pontos em oito minutos de tempo de jogo. Ele participou de oito jogos ao longo da temporada de 2021–22 pelo time principal.

### Ratiopharm Ulm (2023–2024)
Em 2022, Dadiet tentou deixar o Paris Basketball para se juntar ao clube alemão Ratiopharm Ulm, mas ficou envolvido em uma disputa contratual que o impediu de se juntar ao time até janeiro de 2023. Durante a temporada de 2022–23, ele jogou pelo time de desenvolvimento de Ulm, o OrangeAcademy, na terceira divisão alemã, com médias de 16 pontos e 4,2 rebotes. Ele também participou de um jogo pelo time principal, jogando três minutos.
Na temporada de 2023–24, ele se tornou titular regular do time principal de Ulm e passou a ser visto como uma potencial promessa para a NBA.

### New York Knicks (2024–Presente)
Em 2 de maio de 2024, a NBA confirmou que Dadiet estava entre os jogadores internacionais que haviam se declarado para o draft da NBA de 2024.
Em 26 de junho de 2024, Dadiet foi selecionado pelo New York Knicks como a 25ª escolha geral no draft da NBA de 2024. Ele foi um dos quatro jogadores franceses escolhidos na primeira rodada, ao lado de Zaccharie Risacher, Alex Sarr e Tidjane Salaün. Em 5 de julho, ele assinou um contrato de 4 anos e US$13 milhões com os Knicks.
Em 22 de outubro de 2024, Dadiet fez sua estreia na NBA, em uma derrota por 132–109 para o Boston Celtics, marcando 3 pontos.

## Carreira na seleção
Dadiet representou a França no Desafio Europeu Sub-16 de 2021, onde jogou cinco partidas e teve médias de seis pontos e 1,4 rebotes. Mais tarde, ele participou da Copa do Mundo de Basquete Sub-17 de 2022, ajudando a França a conquistar a medalha de bronze com médias de 4,3 pontos, 2,2 assistências e 1,4 rebotes.